# تحصیل دیره اسماعیل خان
تحصیل دیره اسماعیل خان (به انگلیسی: Dera Ismail Khan Tehsil) یک تحصیل در پاکستان است که در خیبر پختونخوا واقع شده‌است.